# The Karate Kid Part II
The Karate Kid Part II (Nederlandse bioscooptitel: De Karate Kid Deel 2) is een Amerikaanse martialartsfilm uit 1986, geregisseerd door John G. Avildsen. De film is het vervolg op The Karate Kid uit 1984. Ralph Macchio en Pat Morita vertolken opnieuw de hoofdrollen.
De film wordt door veel fans gezien als de beste van de Karate Kid-films. Van critici kreeg de film echter minder goede recensies.

## Verhaal
De film begint waar de vorige ophield. Daniel en Mr. Miyagi verlaten de sporthal van het karatetoernooi. Buiten zien ze hoe Johnny Lawrence door John Kreese hardhandig wordt afgestraft voor zijn nederlaag tegen Daniel. Miyagi komt tussenbeide, en leert Kreese een lesje in vergeving.
Zes maanden later staan de zaken er voor Daniel minder goed voor. Zijn vriendin heeft hem gedumpt en zijn moeder vertrekt gedurende de zomermaanden naar Fresno in Californië. Miyagi staat toe dat Daniel bij hem blijft wonen. Dan krijgt Miyagi het nieuws uit zijn geboortedorp in Okinawa dat zijn vader op sterven ligt. Hij en Daniel besluiten daarheen te gaan. Miyagi vertelt Daniel eindelijk waarom hij oorspronkelijk Okinawa had verlaten; hij en zijn jeugdvriend Sato waren verliefd op dezelfde vrouw, Yukie. Sato wilde met Miyagi een duel tot de dood om haar hand, maar Miyagi weigerde en verliet Okinawa om aan het gevecht te ontkomen.
Het dorp van Miyagi blijkt er in de afgelopen jaren niet op vooruit te zijn gegaan. Sato is nu een rijke industrieel die eigenaar is van een grote visserij. Deze visserij heeft de lokale bevolking, die voornamelijk uit kleinere vissers bestaat, grotendeels werkloos gemaakt. Zoals Miyagi had verwacht is Sato hun rivaliteit na al die jaren nog niet vergeten. Hij staat Daniel en Miyagi dan ook in het dorp op te wachten. Kort na hun aankomst sterft Miyagi’s vader echter. Daar hij ook Sato’s karateleraar was geeft Sato Miyagi nog drie dagen de tijd om te rouwen, maar wil daarna koste wat het kost hun gevecht.
Tijdens hun verblijf in Okinawa leert Miyagi Daniel meer over het karate zoals dat al generaties in hun familie is. Ook leert hij hem een nieuwe techniek, gebaseerd op de slagen van een trom. Omdat Miyagi blijft weigeren te vechten met Sato, laat deze zijn neef, Chozen, de familie terroriseren. Hij dreigt op den duur zelfs het dorp te zullen slopen voor nieuwbouw. Uiteindelijk stemt Miyagi noodgedwongen toe. De nacht voor het gevecht wordt het dorp echter getroffen door een zware storm. Sato komt vast te zitten onder het puin van zijn dojo wanneer deze door de storm wordt verwoest. Miyagi redt hem. Daniel redt ondertussen een meisje uit een ander gebouw. Sato geeft Chozen het bevel Daniel te helpen, maar die weigert. Sato grijpt daarom zelf in. Nadien vergeeft hij Miyagi hun rivaliteit, maar verstoot Chozen als zijn neef vanwege zijn gedrag.
Chozen laat het er niet bij zitten en dwingt Daniel tot een duel tijdens het obonfestival. Dit duel wordt wel uitgevochten, en Chozen lijkt het te gaan winnen. Uiteindelijk wint Daniel met behulp van de "trommeltechniek".

## Rolverdeling
| Acteur         | Personage         |
| -------------- | ----------------- |
| Ralph Macchio  | Daniel LaRusso    |
| Pat Morita     | Mr. Kesuke Miyagi |
| Martin Kove    | John Kreese       |
| Nobu McCarthy  | Yukie             |
| Tamlyn Tomita  | Kumiko            |
| Yuji Okumoto   | Chozen            |
| Joey Miyashima | Toshio            |
| Marc Hayashi   | Taro              |
| Danny Kamekona | Sato              |

## Achtergrond

### Productie
De opnames van de film vonden grotendeels plaats op het eiland Oahu van Hawaï.
De openingsscène van de film stond aanvankelijk al gepland als afsluiter voor de eerste film, maar werd toen niet opgenomen. De scène werd alsnog in deze film verwerkt om de twee films beter op elkaar aan te laten sluiten.

### Filmmuziek
Het kenmerkende nummer van het muziekalbum is Peter Cetera's "Glory of Love", dat de eerste plaats haalde in de Amerikaanse hitlijsten.
Het volledige album bevat de volgende nummers:
- 1. Glory Of Love (Peter Cetera) 4:18
- 2. Rock N Roll Over You (The Moody Blues) 4:45
- 3. Fish For Life (Mancrab) 3:58
- 4. Rock Around The Clock (Paul Rodgers) 2:18
- 5. Let Me At Em (Southside Johnny) 3:54
- 6. This Is The Time ( Dennis DeYoung) 3:54
- 7. Earth Angel (New Edition) 4:03
- 8. Love Theme from Karate Kid II (Bill Conti) 2:56
- 9. Two Looking At One (Carly Simon) 3:38
- 10. The Storm (Bill Conti) 3:26

## Prijzen en nominaties
In 1987 won The Karate Kid Part II vier prijzen:
- De BMI Film & TV Award voor Most Performed Song from a Film
- De Young Artist Award voor Exceptional Feature Film - Family Entertainment – Drama
- Twee ASCAP Awards: “Most Performed Songs from Motion Pictures” en “Top Box Office Films”.

De film werd ook genomineerd voor de volgende prijzen:
- De Academy Award voor beste originele lied
- De ASC Award voor Outstanding Achievement in Cinematography in Theatrical Releases
- De Golden Globe voor beste originele lied, film